# Elliot
Elliot is een plaats in de Zuid-Afrikaanse provincie Oost-Kaap.
Elliot telt ongeveer 14.000 inwoners.

## Subplaatsen
Het nationaal instituut voor de statistiek, Stats SA, deelt sinds de census 2011 deze hoofdplaats in in 6 zogenaamde subplaatsen (sub place), waarvan de grootste zijn:
Masibambane • Polar Park • Vergenoeg.

## Zie ook

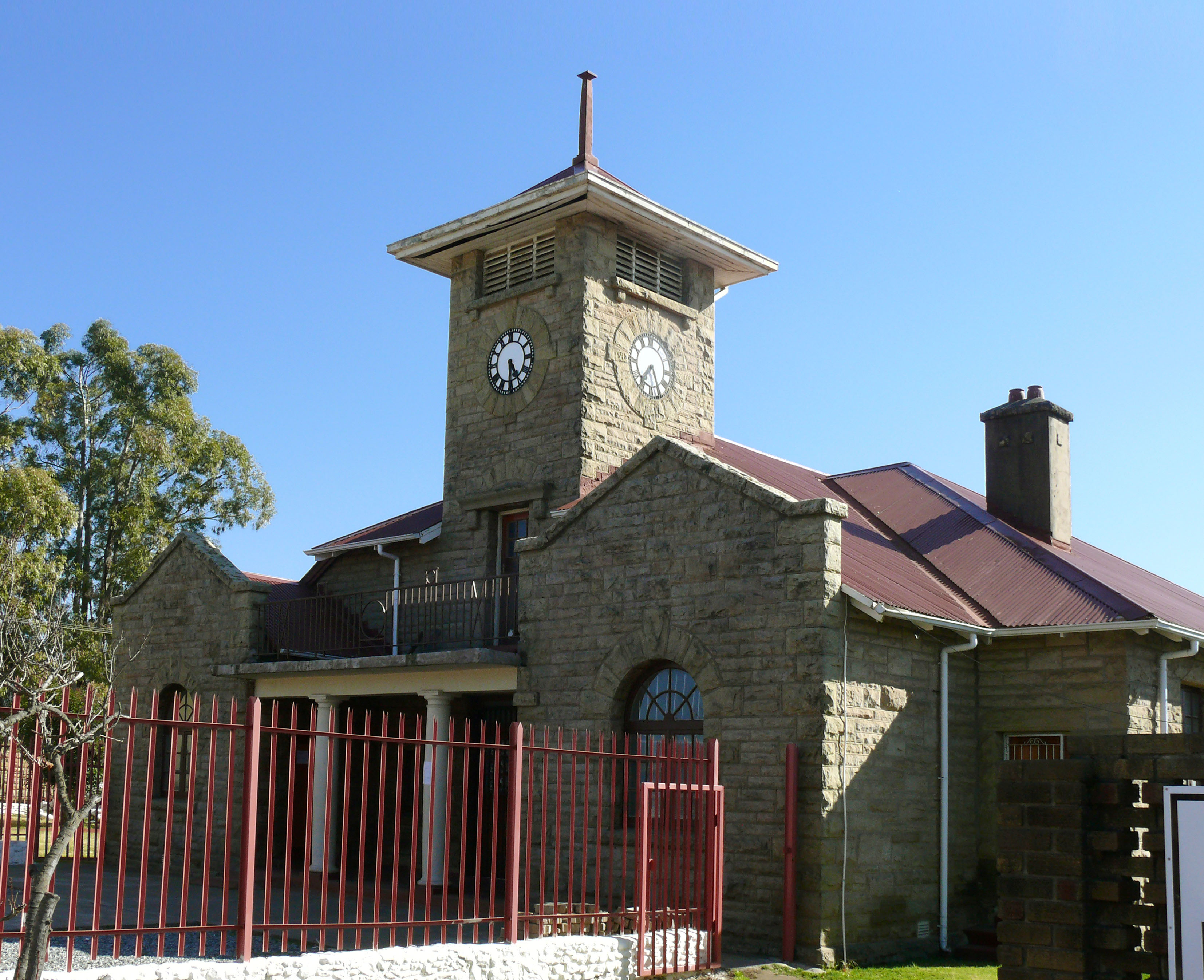
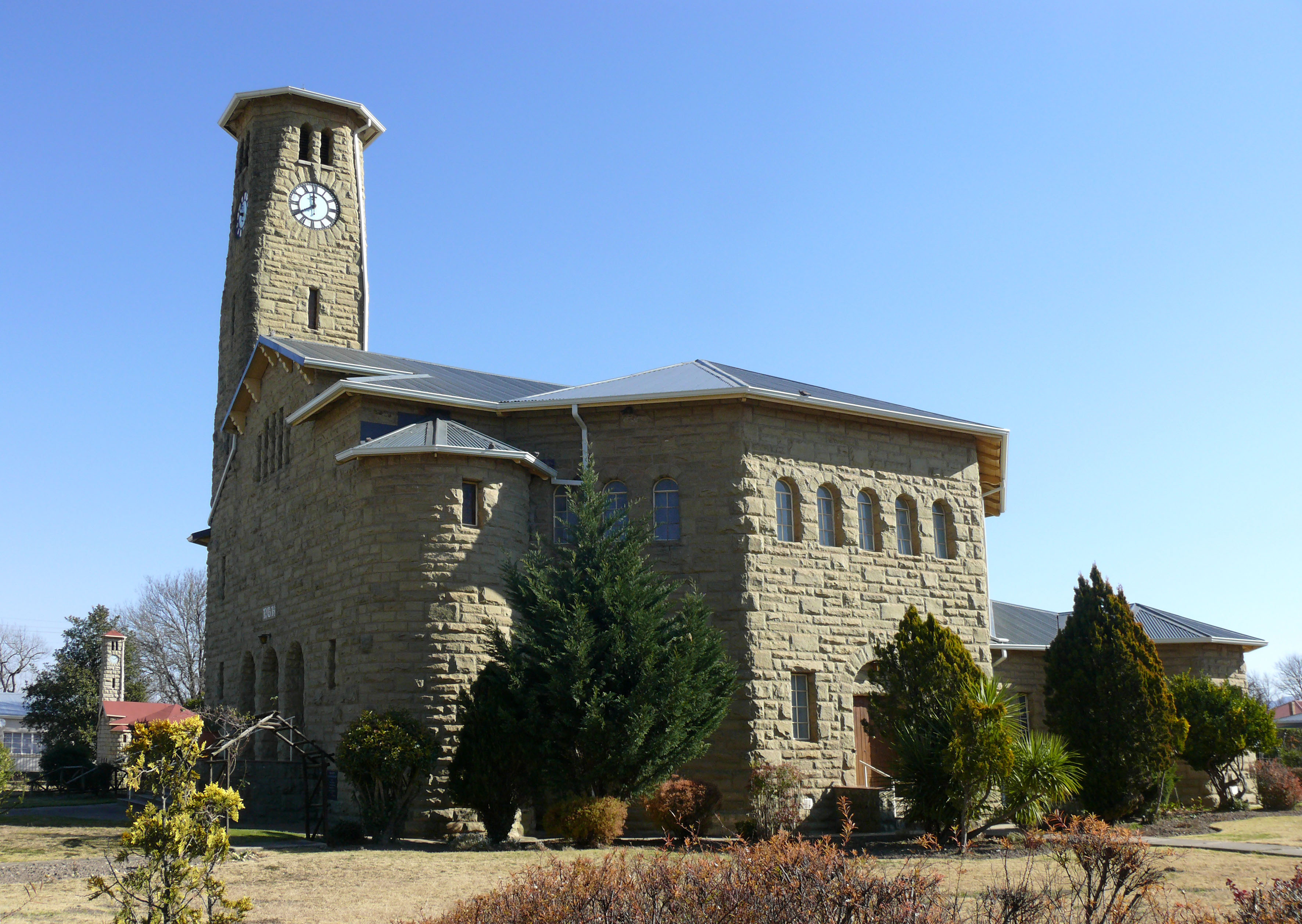
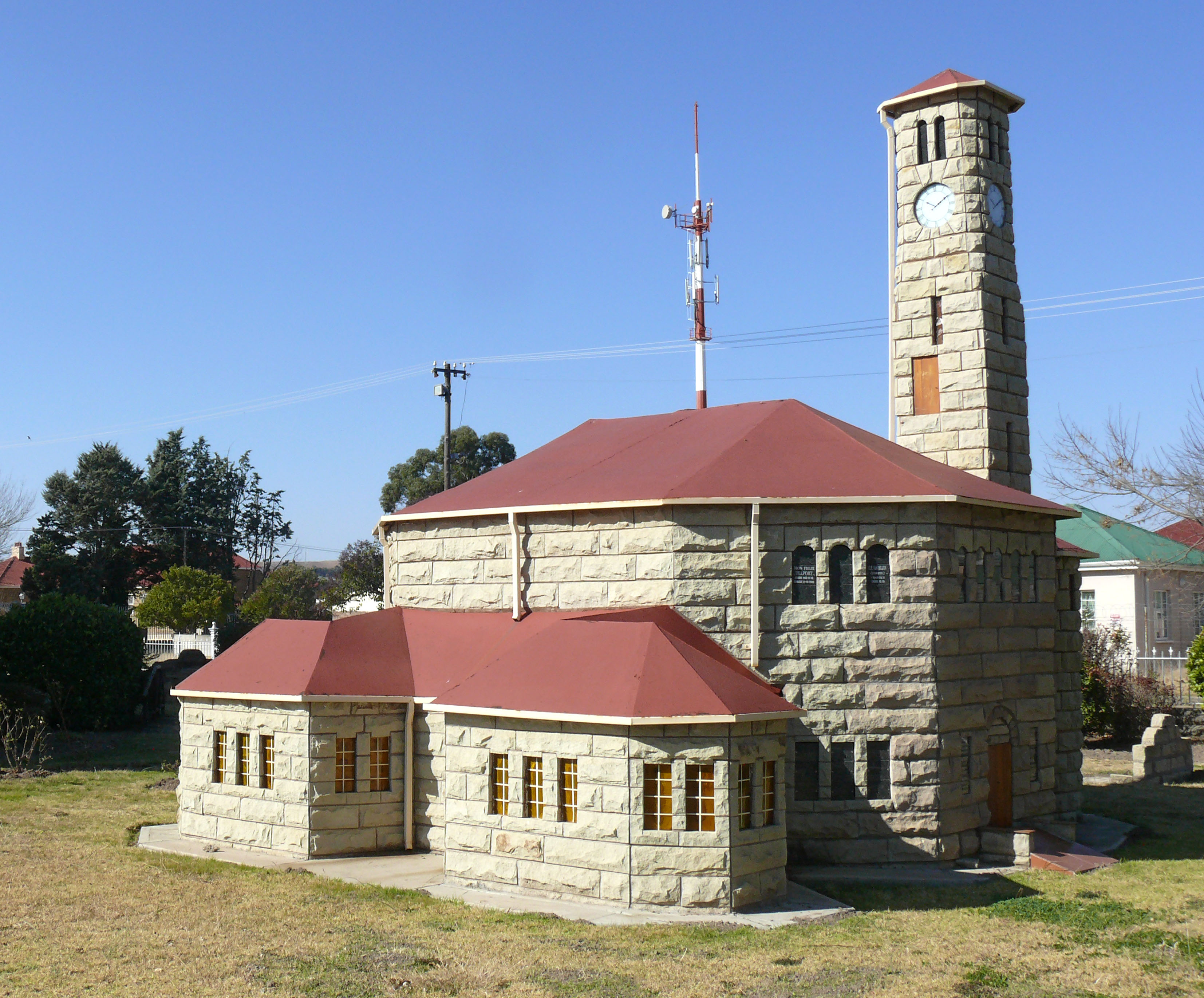